# Tour of Estonia
Il Tour of Estonia è una corsa a tappe maschile di ciclismo su strada che si svolge in Estonia ogni anno nel mese di maggio. Dal 2013, anno della creazione, fa parte del circuito UCI Europe Tour classe 2.1.

## Albo d'oro
Aggiornato all'edizione 2024.
| Anno | Vincitore                                           | Secondo                                             | Terzo                                               |
| ---- | --------------------------------------------------- | --------------------------------------------------- | --------------------------------------------------- |
| 2013 | Gert Jõeäär                                         | Fredrik Ludvigsson                                  | Stefan Schumacher                                   |
| 2014 | Eduard Michael Grosu                                | Adrian Kurek                                        | Emils Liepiņš                                       |
| 2015 | Martin Laas                                         | Ioannis Tamouridis                                  | Gustav Hoog                                         |
| 2016 | Grzegorz Stępniak                                   | Roman Majkin                                        | Mihkel Räim                                         |
| 2017 | Karl Patrick Lauk                                   | Deins Kanepējs                                      | Paweł Franczak                                      |
| 2018 | Grzegorz Stępniak                                   | Andreas Stokbro                                     | Siarhei Papok                                       |
| 2019 | Mihkel Räim                                         | Matthias Brändle                                    | Rudy Barbier                                        |
| 2020 | annullata per la Pandemia di COVID-19 del 2019-2021 | annullata per la Pandemia di COVID-19 del 2019-2021 | annullata per la Pandemia di COVID-19 del 2019-2021 |
| 2021 | Karl Patrick Lauk                                   | Martin Laas                                         | Polychronis Tzortzakis                              |
| 2022 | Evaldas Šiškevičius                                 | Norman Vahtra                                       | Kaden Groves                                        |
| 2023 | Rasmus Bøgh Wallin                                  | Matias Malmberg                                     | Norman Vahtra                                       |
| 2024 | Siim Kiskonen                                       | Karl Patrick Lauk                                   | Rait Ärm                                            |
| 2025 | Marcus Sander Hansen                                | Ville Merlöv                                        | Niklas Larsen                                       |